# Strangulogona lugoensis
Strangulogona lugoensis es una especie de milpiés de la familia Vandeleumatidae endémica del noroeste de la España peninsular; se encuentra en Galicia.